# Leucojum aestivum
Leucojum aestivum es una especie de planta bulbosa perteneciente a la familia de las amarilidáceas. Es originaria de Europa hasta el norte de Irán. 

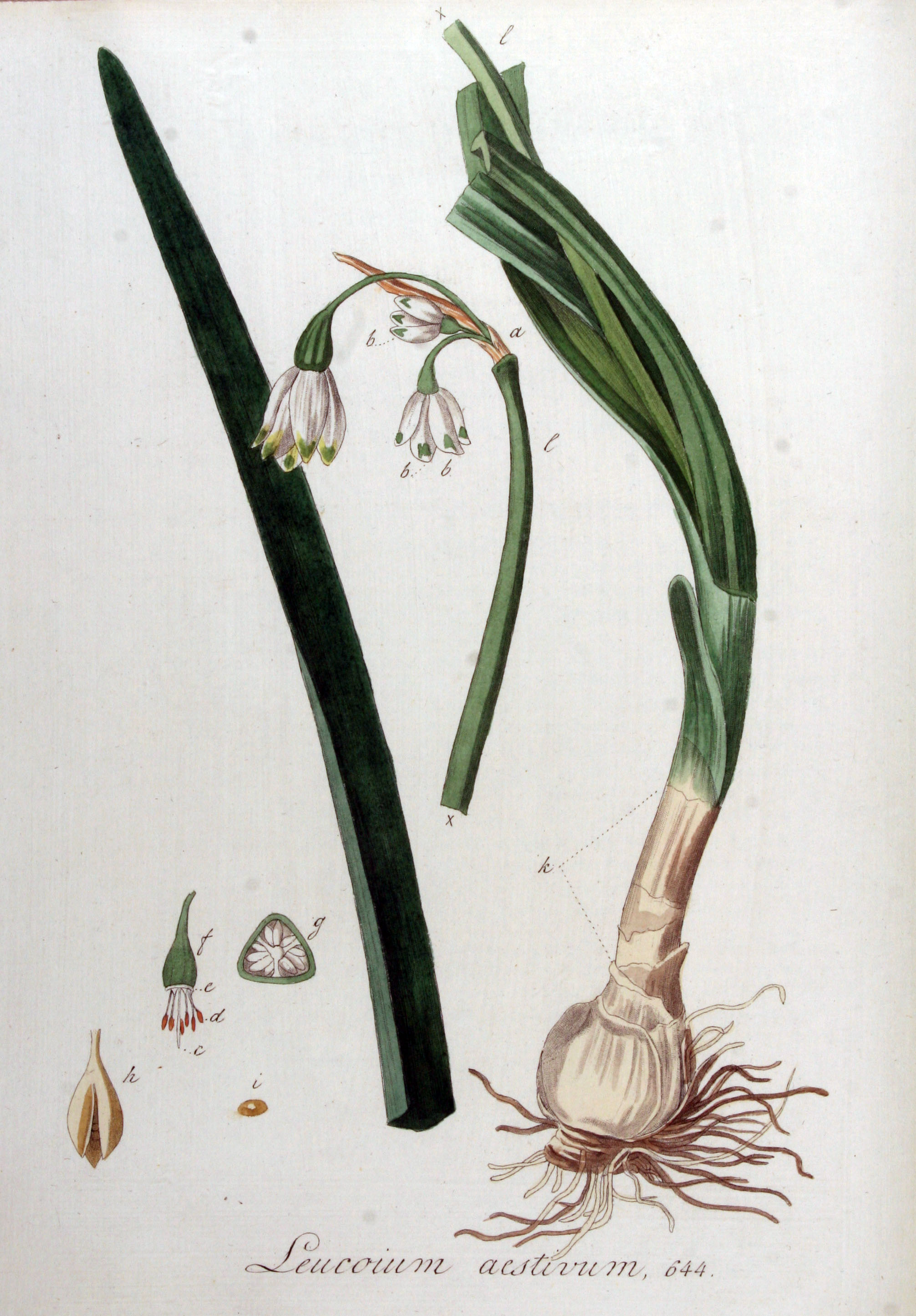
Ilustgración

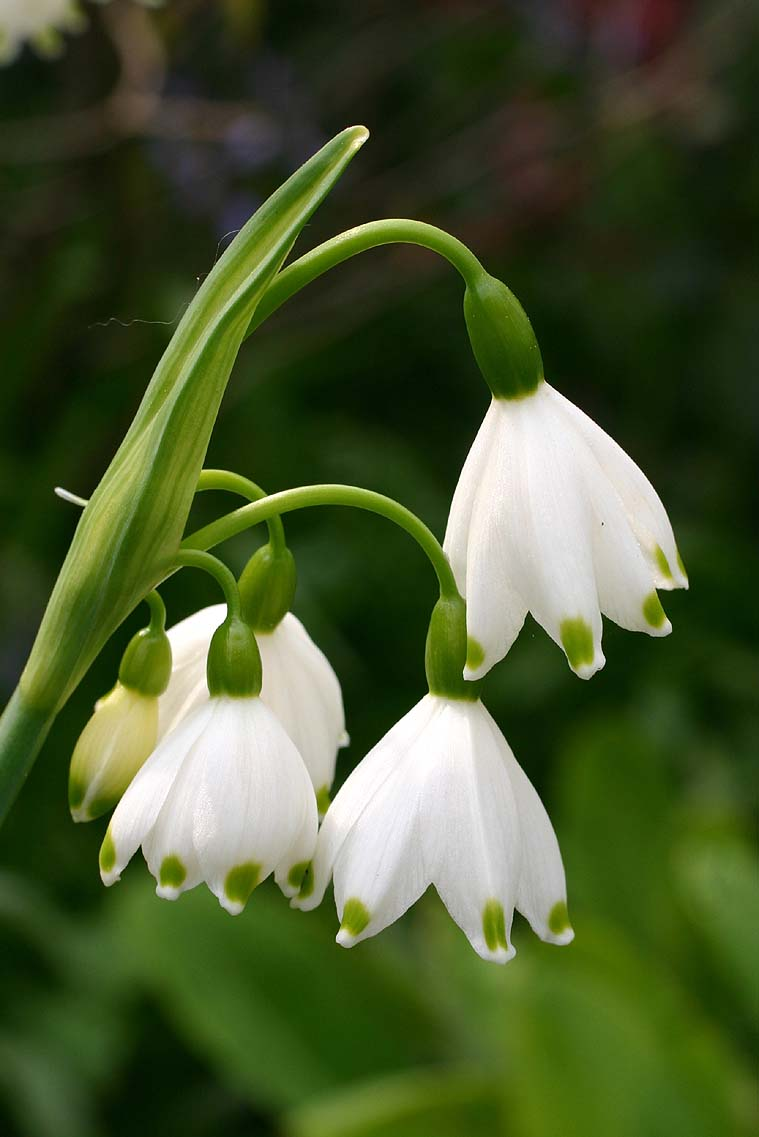
Detalle de las flores

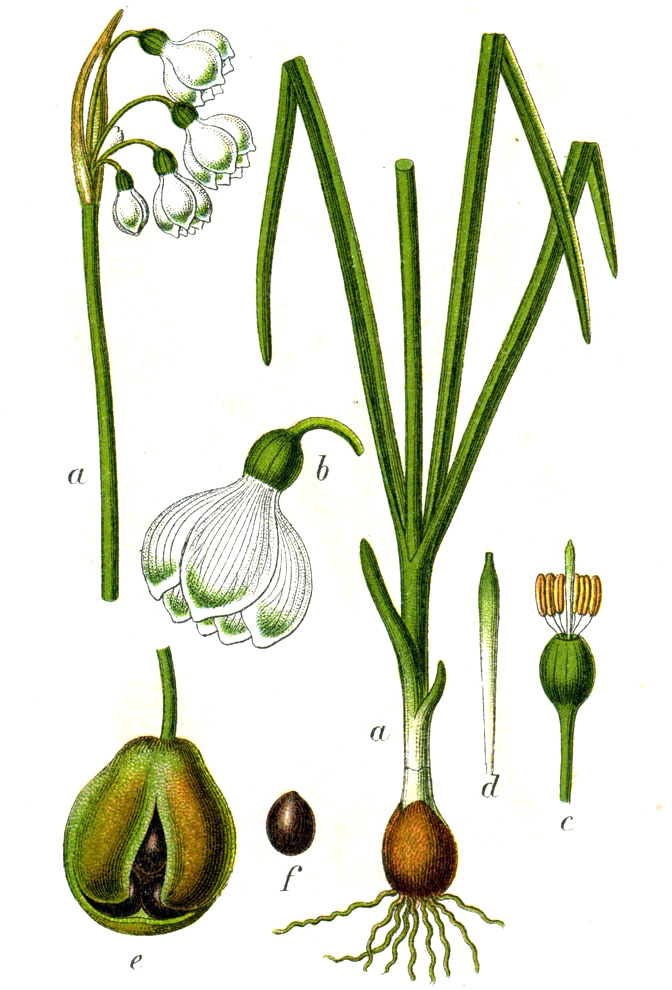
Ilustración

## Descripción
Es una  planta que alcanza un tamaño de 33-61 cm de altura, glabra. Bulbo de 23-43 x 22-41 mm, subgloboso, con túnicas externas membranáceas, de un color castaño ± intenso, que se prolongan en una vaina de 37-92 mm, del mismo color y consistencia en la base, escariosa en casi toda su longitud. El escapo de 26-48 x 0,16-0,37 cm, fistuloso, estrechamente alado –con unos márgenes hialinos, a veces escábrido-. Hojas de 3-6, de 22-34 x 0,59-1,3 cm, lineares, planas, de margen liso, brevemente atenuadas y obtusas en el ápice. Flores 2-5, campanuladas, nutantes; bráctea 27-56 x 3,8-10 mm, lanceolada, obtusa, a veces dividida en el ápice en dos puntas muy cortas, envainante en la base –(1,6)5-7(25) mm-, plurinerviada, membranácea, verdosa o blanquecina; pedicelos 38-75 mm, desiguales,algo arqueados en el ápice, el más desarrollado algo más largo que la bráctea. Tépalos de (8,5)11-13(15,3) x 3,8-7,5 mm, obovados, subiguales –los externos un poco más estrechos y con una callosidad hacia el ápice— obtusos, cuculados, con un apículo de 0,5-1,8 mm-, blancos, con una mancha verde en el ápice de la cara externa. Filamentos estaminales 1,2-3,2 mm, lineares, algo más cortos que las anteras, insertos en un discoepígino entero, blanquecinos; anteras 3,3-4,4 x 0,8-1 mm, obtusas, amarillas. Ovario de 4,6-7,5 x 2,1-4,6 mm, verdoso; estilo 6,6-10,1 mm, algo más largo que los estambres, de un blanco verdoso. Fruto  turbinado, con lóculos polispermos. Semillas 5-7 mm, sin estrofíolo, negras.

## Distribución y hábitat
Se encuentra en zonas húmedas en encinares o pinares; a una altitud de 0-800 metros, en el Sur de Europa –desde el S de Inglaterra hasta Crimea y los Balcanes-, Cáucaso y Anatolia y en las Islas Baleares. 

## Taxonomía
Leucojum aestivum fue descrito por Carlos Linneo y publicado en Systema Naturae, Editio Decima 2: 975. 1759.
Citología
Número de cromosomas de Leucojum aestivum (Fam. Amaryllidaceae) y táxones infraespecíficos:  2n=22
Sinonimia
subsp. aestivum
- Nivaria aestivalis Moench
- Nivaria monadelphia Medik.
- Polyanthemum aestivale (Moench) Bubani

subsp. pulchellum (Salisb.) Briq.
- Leucojum hernandezii Cambess.
- Leucojum pulchellum Salisb.[4][5]

## Nombre común
- Castellano: campanilla de otoño, campanilla de primavera, campanillas de verano, leucoio de verano.[6]